# Sheldon Richardson
Pour les articles homonymes, voir Richardson.
(en) Statistiques sur pro-football-reference
Sheldon Richardson, né le 29 novembre 1990 à Saint-Louis au Missouri, est un joueur professionnel américain de football américain.
Il joue actuellement au poste de defensive tackle pour la franchise des Vikings du Minnesota dans la National Football League (NFL).

## Biographie

### Jeunesse
Richardson fait ses études secondaires à la Gateway High School de sa ville natale de Saint-Louis. Il s'illustre au niveau défensif avec son équipe des Jaguars de Gateway High School en football américain. Après ses années secondaires, USA Today le nomme All-American. Le site Rivals.com le classe meilleur defensive tackle et quatrième meilleur joueur du pays.

### Carrière universitaire
Il entre au College of the Sequoias, un collège communautaire de Visalia en Californie. En 2010, il ne joue pas à la suite d'une blessure au poignet et déclare forfait pour la saison. Il est transféré à l'université du Missouri à Columbia où il intègre l'équipe de football américain des Tigers du Missouri.
Le 15 novembre 2012, il est suspendu de l'équipe pour violation des règles. Cependant, le motif n'est pas explicité. Il finit deuxième meilleur plaqueur de l'équipe en 2012 avec 75 plaquages.

### Carrière professionnelle
Sheldon Richardson est sélectionné en tant que 13e choix global de la draft 2013 de la NFL par les Jets de New York. Lors de sa première saison, il est désigné débutant défensif du mois de novembre après avoir totalisé 23 plaquages et un sack. Lors de la 15e semaine face aux Panthers de la Caroline, il utilisé en attaque durant deux jeux consécutifs en tant que fullback et marque un touchdown, devenant le premier lineman défensif de l'histoire des Jets à marquer un touchdown. Il marque un deuxième touchdown lors du dernier match du calendrier contre les Dolphins de Miami, devenant le premier lineman défensif depuis William Perry en 1985 à marquer deux touchdowns à la course sur une saison. À la fin de la saison, il totalise 78 plaquages, dont 12 pour perte, 3,5 sacks, une passe déviée et un fumble forcé. Grâce à ses performances, il est nommé débutant défensif de l'année dans la NFL.
Il est échangé peu avant le début de la saison 2017 aux Seahawks de Seattle contre Jermaine Kearse et une sélection de deuxième tour pour la draft de 2018. Il rejoint l'année suivante les Vikings du Minnesota sur un contrat d'un an.
En mars 2019, il signe avec les Browns de Cleveland pour 3 ans et un montant de 36 millions de dollars.